# 诗丽吉王后国家会议中心
诗丽吉王后国家会议中心（泰语：ศูนย์การประชุมแห่งชาติสิริกิติ์，英语：Queen Sirikit National Convention Center，QSNCC）是一个会议中心和展览馆，位于泰国曼谷空堤县，素坤逸路与拍喃四路之间的拉查达比瑟路旁，靠近曼谷商务区的心脏。中心被视为公共资产，自1991年开业以来却由一家私营公司管理。中心已举办了多次国际活动，其大厅容量高达6000人。